# John Barleycorn (novela)
John Barleycorn es una novela autobiográfica de Jack London publicada en 1913 que trata sobre su afición a la bebida y su lucha contra el alcoholismo. El título está tomado de la canción tradicional británica "John Barleycorn".

## Temática
Los temas de la novela incluyen la masculinidad y la amistad entre hombres. London habla de varias vivencias que tuvo con el alcohol y en etapas muy distintas de su vida. Las etapas clave son su adolescencia tardía, cuando se ganaba la vida como marinero, y más adelante, cuando ya era un escritor adinerado y exitoso.

## Alcohol
El alcohol desempeña un papel importante en la facilitación de los temas mencionados. El libro trata de la facilitación social del alcohol, pero también es un cuento con moraleja sobre los poderes adictivos del alcohol y sus efectos nocivos para la salud. London describe los efectos del alcohol en términos tanto optimistas como pesimistas, insistiendo en algunos momentos en que le ayudó en su proceso de desarrollo para convertirse en un hombre tal y como él entendía el término y en un escritor, y en otros momentos en que le limitó a la hora de desarrollarse de forma saludable.
El alcohol sigue siendo un hito importante y perdurable de su carrera como autor y de muchos de los escritores de su época, así como el hito de muchos de los historiadores sociales de su época. Sin embargo, London insistía en que la literatura histórica siempre fue más importante en su vida que el alcohol.

## Lógica blanca
Al principio del libro, Jack London da una rápida pista sobre la "Lógica Blanca" (White Logic), mencionando la "luz blanca del alcohol" y cómo el alcohol presentó a su mente el concepto de Lógica Blanca. No es hasta los cinco capítulos finales cuando el nihilismo de la Lógica Blanca se revela finalmente y se contrapone a la "verdad menor" que "hace posible que la vida persista".

## Ver elefantes rosa
El primer uso registrado de los elefantes de color rosa como alucinación estereotipada de las personas extremadamente ebrias se produce al principio del capítulo dos:
A grandes rasgos, hay dos tipos de bebedores. Está el hombre que todos conocemos, estúpido, falto de imaginación, cuyo cerebro es mordido adormecidamente por gusanos adormecidos; que camina con generosidad, con piernas abiertas y vacilantes, que cae con frecuencia en la cuneta, y que ve, en el punto álgido de su éxtasis, ratones azules y elefantes rosas. Es del tipo que da lugar a los chistes en los periodicuchos.
Esto contrasta con los bebedores tales como el narrador, que están poseídos por la imaginación y se emborrachan más en el cerebro que en el cuerpo. Para ellos, John Barleycorn envía visiones claras de la eventual inutilidad de la vida, el amor y la lucha.